# Munktells 30-40 hk
Munktells 30-40 hk var en traktor tillverkad 1913-1915 av Munktells Mekaniska Verkstad i Eskilstuna. Denna maskin, som var Munktells första traktor, var försedd med en tvåcylindrig tvåtakts tändkulemotor med maximal effekt på 40 hk. Vid "normal belastning" ansågs effekten vara 30 hk, därav beteckningen 30-40 hk. Traktorn var rejält stor - den vägde 8,3 ton och hade bakhjul med 2,1 m diameter. Efter 31 exemplar lades tillverkningen ner 1915 utan någon egentlig ersättare. Munktells satsade i stället på den mindre modellen 20-24 hk.

## Tekniska data Munktells 30-40 hk
Motor:
- Beteckning: Munktells 30-40 hk
- Typ: Tvåcylindrig tvåtakts tändkulemotor med sidoinsprutning
- Bränsle: Råolja (diesel)
- Cylindervolym: 14,4 l
- Max effekt: 40 hk

Transmission:
- Växlar: 3 fram, 1 back
- Drivning: Bakhjulsdrift

Produktion
- Tillverkningsår: 1913-1915
- Antal tillverkade: 31